# 라초레라

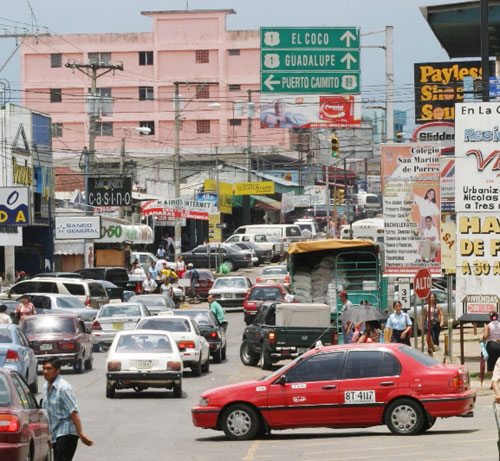

라초레라(스페인어: La Chorrera)는 파나마 중부에 위치한 도시로 서파나마 주의 주도이며 면적은 40km2, 인구는 62,803명(2010년 기준)이다.